# 1,4-环己二烯
1,4-环己二烯是一种高度易燃的环烯烃，室温下是一种无色的液体。
1,4-环己二烯及其衍生物通常用Birch还原来制备，也就是在液氨中金属锂或金属钠还原苯。但是1,4-环己二烯因为不稳定很容易被氧化成具有芳香性的苯。在实验室中这种转换通常用烯烃（例如苯乙烯）和转移氢化试剂（例如以木炭为基础的钯）作为催化剂进行。
γ-松油烯是一种自然界存在的1,4-环己二烯衍生物。它存在于香菜、柠檬和孜然的精油中。